# Terra de George
Terra de George, Zemlya Georga, o Prince George Land (rus: Земля Георга), és l'illa més gran de la Terra de Francesc Josep, Óblast d'Arkhànguelsk, Rússia del nord.
Zemlya Georga va ser batejada per Frederick George Jackson en honor al príncep George.

## Geografia
Amb una superfície total de 2,821 km², una mica més gran que Luxemburg, Zemlya Georga és l'illa més gran de l'arxipèlag Franz Josef. També és el més llarg, amb una distància de 115 km entre els seus extrems més al nord i els seus extrems més meridionals. El punt més alt de l'illa és el cim del Brusilov Ice Dome, la cúpula de gel del nord-est, a 416 m.
L'illa té una costa complexa, amb moltes badies, cales profundes i caps. Zemlya Georga té tres caps que apunten cap al sud-oest a la seva costa sud: el cap Neale (l'extrem més occidental de l'illa), el cap Crowther i el cap Grant. El seu cap més oriental és conegut com a Mys Murray. Els dos caps que apunten al nord, Mys Bryusa i Mys Battenberg, estan separats l'un de l'altre per la badia de Sommerville. El cap més occidental d'aquesta península és Mys Mul'tanovskogo, més enllà del qual es troba el so conegut com a Proliv Arkhangelskiy entre Zemlya Georga i Alexandra Land. El so conegut com a Cambridge Channel (Proliv Kambritch) es troba més al sud-oest. No hi ha habitants permanents a l'illa, però hi ha una estació de recerca estacional que pot acollir fins a 10 persones.
El canal Nightingale (Proliv Neytingeyl) corre a l'est de Zemlya Georga, separant-lo de l'illa Bruce.

### Glaceres
La major part de la terra es troba sota grans glaceres i cúpules de gel, com ara la cúpula de gel de Brusilov, la cúpula de gel de Gretton, la cúpula de gel de Dzegudze (Купол Дзегудзе), la cúpula de gel de Zander, la cúpula de gel boira (Купол туманный), l'Institut de Recerca de Geologia Àrtica, la cúpula de gel (Купол Научно-исследовательский институт геологии Арктики) i la Cúpula de gel de Peary, tot i que hi ha una gran península, majoritàriament no glaciar, al seu extrem nord d'Armitizuhrostrov.

### Illes adjacents
- L'illa de David (Ostrovok Davida), latitud 80,15 N llarg 47,33 E, és un petit illot situat a la punta sud-oest de Zemlya Georga.
- L'illa Arthur es troba al nord de l'extrem més septentrional de Zemlya Georga, separada d'ella pel so conegut com a Proliv Li-Smita.

| The Geographers Bay, Zemlya Georga, Franz Josef Land |

## Història
L'explorador britànic Benjamin Leigh Smith va descobrir la Terra de_George el 1880.
L'expedició Jackson-Harmsworth va establir el 1897 que la terra descoberta per Leigh Smith es compon de dues illes separades, l'altra és l'actual terra d'Alexandra.

## Galeria d'imatges
|  |  |